# Доповнення до відношення
Відношення {\displaystyle ~{\overline {R}}} називається доповненням до відношення {\displaystyle ~R}, якщо воно виконується для тих, і лише тих кортежів, для яких не виконується відношення {\displaystyle R}.
Тобто, якщо розглядати бінарне відношення як підмножину декартового добутку {\displaystyle R\subset X\times Y}, то доповнення до відношення буде доповненням цієї підмножини до декартового добутку:
{\displaystyle {\overline {R}}=(X\times Y)\setminus R}

## Дивись також
- Доповнення множин